# John Ashworth Barraclough
Sir John Ashworth Barraclough, CMG, DSO, OBE, MC (* 4. August 1894; † 31. August 1981), war ein Offizier der British Army, der im Ersten und Zweiten Weltkrieg diente. Im Nachkriegsdeutschland war er von Mai 1945 bis Mai/Juni 1946 Militärgouverneur (Officer Commanding, Regional Commander) der Provinz Nordrhein, ab Juli 1945 im Rang eines Brigadiers. Mit der Gründung des Landes Nordrhein-Westfalen übernahm er im Sommer 1946 die Funktion eines stellvertretenden Militärgouverneurs (Deputy Commander and Chief of Staff North Rhine and Westphalia). Als seine politisch folgenreichste Tat gilt die Entlassung von Konrad Adenauer aus dem Amt des Kölner Oberbürgermeisters am 6. Oktober 1945.

## Karriere
Barraclough war der Sohn von John und Isabella Barraclough. Am 16. Juni 1915 trat er als Second Lieutenant in das King’s Own Royal Lancaster Regiment ein. Nachdem er ab Juni 1916 zum Royal Flying Corps abkommandiert worden war, kehrte er im August des gleichen Jahres zu den 1st King’s Own zurück. Ab dem 28. August 1916 tat er im Machine Gun Corps Dienst. Am 14. September 1916 wurde er zum Leutnant befördert. Als acting captain war er zwischen August 1917 und März 1918 tätig. In dieser Zeit wurde ihm für seine Leistungen das Military Cross verliehen. Vom 1. April 1918 bis zum 20. April 1919 war er in der Funktion eines acting major eingesetzt. Im Februar 1921 erlitt er bei einem Einsatz seines Machine Gun Corps im früheren britischen Mandatsgebiet Mesopotamien eine schwere Verwundung. Als Adjutant des 5th King’s Own diente er vom 6. Mai 1924 bis zum 31. August 1928. Dort wurde er am 6. Mai 1925 zum substantive captain befördert. Anschließend diente er beim 1st Battalion in Aldershot, Palästina, Kairo und Britisch-Indien, als dessen Adjutant in der Zeit vom 5. Februar 1933 bis zum 5. Februar 1936. Am 13. August 1936 wurde er zum substantive major befördert. Ab dem 24. August 1939 wirkte er kurzzeitig als acting lieutenant-colonel bei der britischen Militärregierung des Mandatsgebiets Palästina in Hebron, ehe er ab Oktober des gleichen Jahres Officer Commanding Troops der Kronkolonie Zypern wurde, ab Dezember 1939 im Range eines temporary lieutenant-colonel. In dieser Zeit verlieh ihm Georg VI. das Offizierskreuz des Order of the British Empire. In der Folgezeit kommandierte er die 2nd King’s Own in Ägypten, in Syrien und in Tobruk (Italienisch-Libyen), wo er insbesondere im Juli 1941 im Zusammenhang mit Operationen zur Verteidigung von Tobruk Verdienste erwarb, die mit der Erwähnung in Kriegsberichten und der Verleihung des Distinguished Service Order honoriert wurden. Danach hatte er verschiedene Einsätze im Mittleren Osten als Officer Commanding Red Sea Area, von 1942 bis 1943 als Officer Commanding Lebanon Area, ab März 1943 im Range eines temporary colonel.
Mit Kriegsende übte Barraclough als Officer Commanding North Rhine Province bis zur Gründung des Landes Nordrhein-Westfalen im Sommer 1946 die Funktion eines Militärgouverneurs der Provinz Nordrhein im Südwesten der britischen Besatzungszone in Deutschland aus. Als solcher erteilte er den deutschen Oberpräsidenten der Provinz, Johannes Fuchs (bis Oktober 1945) und Robert Lehr (ab Oktober 1945), sowie den Regierungspräsidenten Ludwig Philipp Lude (Aachen), Eduard Sträter (Düsseldorf) und Clemens Busch (Köln) besatzungsrechtliche Weisungen. Nachdem William Asbury im Mai/Juni 1946 als britischer Zivilgouverneur diese Rolle weitgehend übernommen hatte, amtierte Barraclough anschließend bis 1950 als Deputy Commander and Chief of Staff North Rhine and Westphalia unter dem britischen Militärgouverneur General William Alexander Bishop (1897–1984). Zu seinen Zuständigkeiten zählte der Vollzug von Demontagen und Demilitarisierungen. Sein Dienstsitz war der Stahlhof in Düsseldorf. 1950 erhob ihn Georg VI. zum Companion des Order of St. Michael and St. George. Im gleichen Jahr beendete er seine Militärlaufbahn und kehrte nach Großbritannien zurück. Dort heiratete er 1951 Monica (Nick) Jenvey († 2003), mit der er zuletzt im Londoner Stadtteil Marylebone wohnte. Bis 1967 fungierte er als Funktionär von Interessenverbänden, von 1950 bis 1961 als Vorsitzender der Engineering and Allied Employers’ Birmingham, Wolverhampton and Stafford District Association (später Engineering Employers’ Association – Birmingham, Wolverhampton and Stafford District und West Midlands Engineering Employers’ Association). Am 13. Februar 1962 wurde Barraclough durch Elisabeth II. als Knight Bachelor in den britischen Ritterstand erhoben. Seit 1962 war er Deputy Lieutenant für Warwickshire.

### Entlassung von Konrad Adenauer am 6. Oktober 1945
Konrad Adenauer, seit dem 4. Mai 1945 Oberbürgermeister von Köln, geriet mit den Vertretern der britischen Besatzungsmacht, die am 21. Juni 1945 von der United States Army die Herrschaft über die Domstadt übernommen hatten, schnell in Konflikt, insbesondere über Fragen der Energieversorgung, des Wiederaufbaus, der Kriegsschutt-Beseitigung und der von Adenauer angestrebten Eingemeindung von Umlandkommunen. Auch wird angenommen, dass Barraclough dem Oberbürgermeister misstraute, weil ihm zugetragen worden war, dass er zusammen mit dem nordrheinischen Oberpräsidenten Johannes Fuchs, der von Barraclough am 2. Oktober 1945 entlassen wurde, und dem französischen Diplomaten Michel Leroy-Beaulieu (1904–1985), einem Mitarbeiter des Militärgouverneurs der französischen Zone Pierre Kœnig, ein Gespräch mit dem Ziel geführt haben soll, Kontakte zwischen der Provinz Nordrhein und den südlichen Teilen der früheren Rheinprovinz nicht abreißen zu lassen.
Barraclough ließ für Adenauer ein Entlassungsschreiben mit Datum Oktober 1945 vorbereiten, in das er nur noch das Tagesdatum einzusetzen hatte. Am 5. Oktober gab Adenauer in seinem Wohnort Rhöndorf dem Deutschland-Korrespondenten des News Chronicle und einer Journalistin der Associated Press ein Interview. Dabei sagte er:

„Ich habe ihnen in sehr unterstrichener Weise meine Befürchtungen wegen der Absicht der Alliierten, der deutschen Bevölkerung keine Kohle zum Kochen zu geben, zur Kenntnis gebracht … Ich habe ihnen weiter gesagt, de Gaulle habe in diesen Tagen eine Rede in Saarbrücken gehalten und laut Londoner Sender in ihr gesagt, Franzosen und Deutsche müßten einen Strich unter die Vergangenheit machen, zusammenarbeiten und eingedenk sein, daß sie Europäer seien. Die Journalisten sagten ... de Gaulle habe sogar gesagt, Franzosen und Deutsche müßten eingedenk sein, daß sie Westeuropäer seien. Ich erwiderte, ich wollte, daß einmal ein englischer Staatsmann von uns als Westeuropäer gesprochen hätte.“

Tags darauf holte Barraclough das vorbereitete Entlassungsschreiben hervor und unterzeichnete es. Er befahl dem stellvertretenden Kölner Stadtkommandanten Colin Lawson, Adenauer sofort im Düsseldorfer Hauptquartier vorzuführen. Da Adenauer nicht in seinen Diensträumen, sondern zu einer Seelenmesse im Kölner Dom war, schickte Lawson eine Militärstreife, die den Kölner Oberbürgermeister an der Dompforte abholte und mit dem Auto zu Barraclough brachte. Dort wurde Adenauer in unfreundlicher Atmosphäre das Entlassungsschreiben vorgelesen, dessen Empfang er wortlos quittierte. Das Schreiben enthielt neben dem Vorwurf unterlassener Pflichterfüllung auch die Anweisung, Köln binnen acht Tagen zu verlassen, und ein einstweiliges Verbot der politischen Betätigung. Nach Michael Thomas (1915–1995), dem Verbindungsoffizier zum Deputy Chief of Staff for the British Element (CCG/BE) Gerald Templer, kommentierte Templer Barracloughs Handeln wie folgt: „Barraclough hat offensichtlich einen Fehler gemacht, aber es bleibt mir nichts anderes übrig, als ihn zu decken.“
Als Folge der Entlassung kümmerte sich Adenauer verstärkt um den Aufbau der CDU im Rheinland, eine entscheidende Voraussetzung zu seiner weiteren politischen Karriere, die ihn über den CDU-Fraktionsvorsitz im Ernannten Landtag von Nordrhein-Westfalen und den Vorsitz über den Parlamentarischen Rat schließlich in das Amt des ersten Bundeskanzlers der Bundesrepublik Deutschland führte.